# Pānsemal
Pānsemal är en ort i Indien.   Den ligger i distriktet Barwani och delstaten Madhya Pradesh, i den centrala delen av landet, 800 km söder om huvudstaden New Delhi. Pānsemal ligger 243 meter över havet och antalet invånare är 11 183.
Terrängen runt Pānsemal är platt. Runt Pānsemal är det ganska tätbefolkat, med 230 invånare per kvadratkilometer. Närmaste större samhälle är Khetia, 11,8 km väster om Pānsemal. Omgivningarna runt Pānsemal är en mosaik av jordbruksmark och naturlig växtlighet.